# 呪われた海の怪物

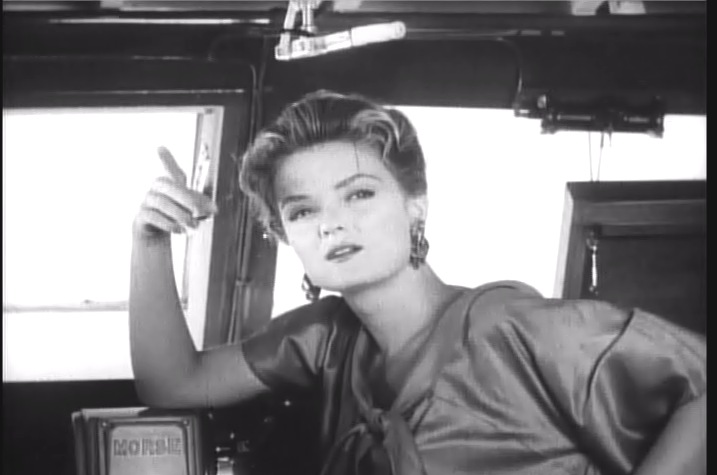
マリーベルに扮したベッツィー・ジョーンズ=モアランド

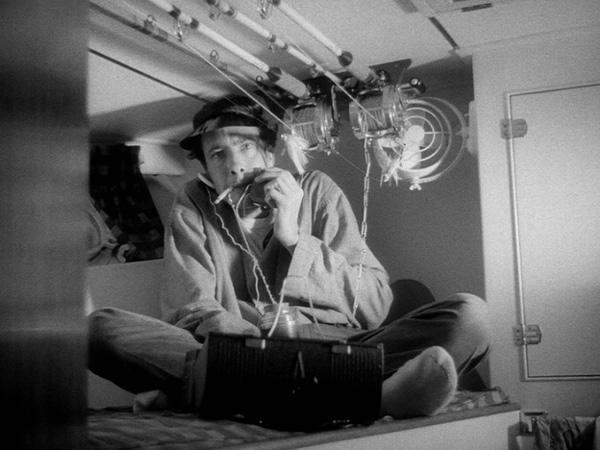
XK150に扮したエドワード・ウェインことロバート・タウン

『呪われた海の怪物』（のろわれたうみのかいぶつ、Creature from the Haunted Sea）とは、1961年公開のアメリカ合衆国のホラーコメディ映画。ロジャー・コーマンが監督、チャールズ・B・グリフィスが脚本を手掛けた本作は、スパイ映画、ギャング映画、および『大アマゾンの半魚人』といったモンスター映画のパロディである。
日本では劇場未公開で、『ホラー・ムービー史』では『呪われた海から現れた怪物』という題名で紹介されていた。2007年、有限会社フォワードから『呪われた海の怪物』のタイトルでDVDがリリースされた。

## あらすじ
アメリカの秘密諜報員XK150は、キューバ革命時のキューバに潜入する。
キューバ政府軍のトスターダ将軍は、反革命の資金となる財宝を持って国外脱出を企てていたところ、アメリカ人ギャングのレンゾから協力を申し出される。
XK150はスパークス・モーランという偽名を使ってレンゾの一味に加わる。一味にはレンゾの情婦マリーベル、その弟ハッピー・ジャック、動物の鳴き声が得意なピート・パターソン・ジュニアがいた。
将軍と部下たちはレンゾのヨットに乗って船出する。
レンゾを財宝の横取りを計画し、「呪われた海の怪物」の伝説をでっちあげ、トイレのプランジャーで足跡を捏造、キューバ兵を殺害する。
さらにわざと船を座礁させる。財宝は船から脱出する途中、海に沈める。島に漂着して島の女たちと一段落した後、スキューバダイビングで財宝を回収しようとする。
そこへ、でっちあげのはずだった「呪われた海の怪物」が本当に姿を現し、欲に目が眩んだ人間たちは、毛むくじゃらで目玉の飛び出た海の怪物によって次々と殺される。

## キャスト
- レンゾ・カペット：アントニー・カーボーン
- マリーベル・モナハン：ベッツィー・ジョーンズ=モアランド
- XK150/スパークス・モーラン/ナレーター：エドワード・ウェイン
- ピーター・パターソン・ジュニア：ビーチ・ディッカーソン
- ハッピー・ジャック・モナハン：ロベート・ビーン
- ポルシーナ・ペレス：エステル・サンドバル
- マンゴー・ペレス：ソニア・ノエミ・ゴンザレス
- トスターダ将軍：エドムンド・リベラ
- カベサ・グランデ大佐：テリー・ネヴィン
- カルメリータ・ロドリゲス：ブランキータ・ロメロ
- XK120：ジャクリン・ヘルマン

## 制作
ロジャー・コーマンは、プエルトリコで映画を含む何かを「製造」すれば税制上の優遇措置が得られることを知っており、『リトル・ショップ・オブ・ホラーズ』を完成させた後の1959年、彼は少数のスタッフ・キャストを引き連れてプエルトリコに行き、監督作『地球最後の女 アイ・アム・ウーマン・オブ・レジェンド 』と、第2次世界大戦もののプロデュース作『Battle of Blood Island』の撮影を実施した。『地球最後の女』の未使用素材（フッテージ）があったので、コーマンはもう1本映画を撮ることにした。
脚本家チャールズ・B・グリフィスに『Naked Paradise』と『Beast from Haunted Cave』を舞台を変えて書き直すよう国際電話で指示した。グリフィスに与えられた日数はたった3日しかなく、無茶な要求に呆れたグリフィスは、お返しとしてコーマンが演じるつもりでいたハッピー・ジャック・モナハンを、ヒステリックに笑ったとか思ったら直後に赤子のように泣きじゃくるキャラにした。脚本を読んだコーマンはハッピー・ジャックが実質的な主役になっていたと感じ、俳優に演じさせることを考え、ハッピー・ジャック役にロバート・ビーンを起用した。ビーンは怪物も演じている。グリフィスには脚本料1500ドルが支払われた。
撮影日数は5日。地元の人々がエキストラとして出演、ギャラは1時間1ドルと言われる。コーマンは述懐する。「長台詞の場面にもっと動きをつけようとした。チャックの脚本にはどうしていいかわからないシーンがあって悩まされた。椰子の林のシーンで、3人のアメリカ人にココナッツでタッチフットボールをさせた（中略）何かさせないと、動きがひとつもなかったんだ」。レンゾが自動拳銃を組み立てるシーンでは本物の拳銃を使ったが、レンゾ役のアントニー・カーボーンはそれを壊してしまった。
撮影は無事終了した。しかしコーマンはもっと笑えるものにしたくて、ふざけたナレーションを入れることにした。

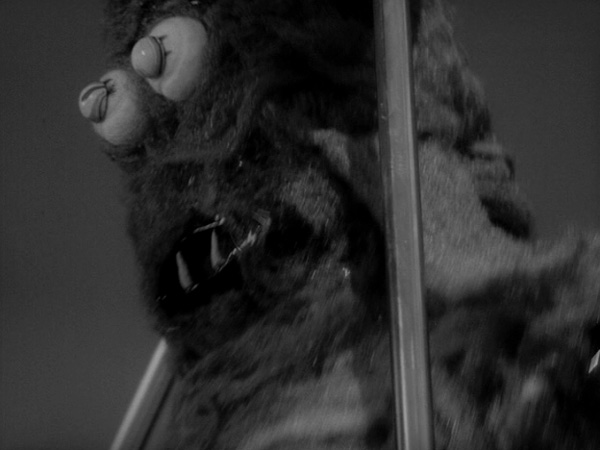
テニスボールとピンポン玉の目を持つ怪物

パターソン・ジュニア役のビーチ・ディッカーソン曰く、怪物は、レインコート、モップ、目にはテニスボール、瞳にはピンポン玉、爪は掃除具で作られたという。また、ぬるぬるに見せるために黒い油布がかぶせられた。
カーボーンは「（俳優たちは）それを見て吹き出さないよう必死だった」と語る。コーマンは観客が怪物を見ないように、怪物の一人称視点で撮ろうとしていたともいう。「少なくともそれでどうにか恐怖っぽくはなったろう。怪物を見たら笑わずにはいられないからね。笑いが悪いとは言わないけど、怪物そのものを笑うんじゃなく、アクションで笑わせるべきだ。例えば、怪物に殺される人間が目の玉をひん剥くとか、子供みたいに指しゃぶりするとか、ちょっとしたユーモラスな仕草で可笑しくしないと。そうすれば裏事情を悟られず、コメディとして見せることができる。少なくとも、このやり方でそうなったと思ってる」。コーマンがどう思ってるかはわからないが、カーボーンはこの映画が「とてもファニー」で「作ってて楽しかった」という。
撮影隊が出国する際、ギャラの支払いが済むまで、撮影監督がコーマンからフィルムを隠していた。
ヒロイン役のベッツィー・ジョーンズ=モアランドは「この映画の唯一の問題は、ロジャーがこれまでやってきたことすべてが物笑いの種になったこと。他愛もない笑い話に。それが突然、どこかの段階で、笑い事じゃなくなって、深刻な問題になったの」「誰もこんなもの見ないだろうと思ってたのね。最初のうちは"しゃれた"パロディで楽屋落ちだと思ってたから恥ずかしくなかった。でもそうじゃなくなって、予想が外れてバカにされだしたので、耳を塞ぎたかった」
作曲はフレッド・カッツだが、曲は元々『血のバケツ』のために書かれたものである。『Roger Corman: The Best of the Cheap Acts』の著者マーク・トーマス・マギーによると、コーマンから音楽を依頼されるたびに同じ楽譜を新曲に見せかけて売ったのだという。

## 公開
『呪われた海の怪物』の公開は1961年まで待たねばならなかった。キャンペーンではコメディとしてではなく普通のスリラーとして宣伝した。ポスターには「語られざる難破船の海の秘密とは何か？」という問いかけと、「秘密を明かすなかれ」という観客への注意が書かれている。多くの観客がこの宣伝に騙され、興行は失敗した。
1963年3月、コーマンは出演者をサンタモニカに再招集し追加撮影を行った。テレビ放映のためで、監督はモンテ・ヘルマン、尺は74分に延びた。映画には主題歌が必要というヘルマンの判断で、ベッツィー・ジョーンズ=モアランドが歌った。さらにヘルマンは『魔の谷』『Ski-Troop Attack』『地球最後の女』のテレビ版も撮った。ヘルマンは「楽しかったよ。プロデューサー、脚本家、監督を任されて、スタッフを完全に掌握できたし、お金も使いたいように使えたからね。素晴らしい。プラス、イカれてた。サタデー・ナイト・フィーバーみたいだった」
2008年にはレジェンド・フィルムズから着色版がリリースされた。Amazonプライム・ビデオで見ることができる 。